# 登巴德尼亞王朝
檀巴德尼耶王朝成立於1255年，為斯里蘭卡（錫蘭）中世紀的獨立王朝，該王朝首都為錫蘭北方城市檀巴德尼耶，亦是王朝名稱緣由。檀巴德尼耶王朝崛起於1215年，於戰勝趨走馬來人後，統治了錫蘭大部領土。1260年，馬來人再度進攻錫蘭。1280年，不敵馬來人軍事勢力的檀巴德尼耶王朝遷都並移徙至錫蘭南部，惟直至1330年－1340年間檀巴德尼耶王朝才漸次潰散滅亡。

## 歷史
檀巴德尼耶位於庫魯內格勒西南約30公里處，在13世紀中期開始變得突出。[1]它被維阇耶巴忽三世（1232-36）選為斯里蘭卡王國的首都。由於入侵導致波隆納魯沃成為首都，該國的主權受到威脅。 檀巴德尼耶王朝的國王維阇耶巴忽與侵略者作戰並建立了登巴德尼亞。在檀巴德尼耶岩石的山頂上，他建造了防禦工事和堅固的牆壁和大門。這座城市被皇家宮殿周圍的護城河，沼澤和城牆所保護。在波羅迦摩維巴忽二世統治時期（1236-70），檀巴德尼耶達到了榮耀的頂峰。國王波羅迦摩維巴忽二世完美無瑕的詩歌傑作“Kavisilumina”和“Visuddi Marga Sannasa”給了僧伽羅文學的轉折點。 檀巴德尼耶時代是僧伽羅文學不僅限於繪畫和劇本的原因。

## 環境
在其餘宮殿遺址的廢墟中，基礎仍然可見。挖掘發現了佛牙遺物，皇宮，花園，護城河和城牆的寺廟遺跡。牙舍利的雙層寺廟有佛像，被確定為Vijayasundararamaya。它還有一些可追溯到18世紀的有趣壁畫。